# Indolpium funebrum
Espèce
Synonymes
- Xenolpium funebrum Redikorzev, 1938

Indolpium funebrum est une espèce de pseudoscorpions de la famille des Olpiidae.

## Distribution
Cette espèce se rencontre au Viêt Nam, en Thaïlande et au Laos.

## Systématique et taxinomie
Cette espèce a été décrite sous le protonyme Xenolpium funebrum par Redikorzev en 1938. Elle est placée dans le genre Indolpium par Hoff en 1945.

## Publication originale
- Redikorzev, 1938 : Les pseudoscorpions de l'Indochine française recueillis par M.C. Dawydoff. Mémoires du Muséum National d'Histoire Naturelle, Paris, vol. 10, p. 69-116.